# Acanthosyris spinescens
Acanthosyris spinescens är en sandelträdsväxtart som först beskrevs av Mart. & Eichl., och fick sitt nu gällande namn av August Heinrich Rudolf Grisebach. Acanthosyris spinescens ingår i släktet Acanthosyris och familjen sandelträdsväxter. Inga underarter finns listade i Catalogue of Life.